# Дегтяное (Ряжский район)
Дегтяное — село Ряжского района Рязанской области, административный центр Дегтянского сельского поселения.

## География
Село расположено в 6 км на восток от райцентра Ряжска, остановочный пункт 323 км на ж/д линии Ряжск — Вернадовка.

## История
Дегтяное в качестве села с церковью Святого Пророка Илии упоминается в окладных книгах 1676 года. В 1752 году вместо обветшавшей Ильинской церкви по просьбе попа Спиридона Карпова было дозволена построить новую церковь того же храмонаименования. В 1861 году церковь была возобновлена и распространена. В 1890 году тщанием прихожан была построена каменная Ильинская церковь с таковой же колокольней. Престолов было два: один во имя Рождества Господа нашего Иисуса Христа и второй во имя иконы Божией Матери «Всех Скорбящих Радости». 
В XIX — начале XX века село входило в состав Еголдаевской волости Ряжского уезда Рязанской губернии. В 1906 году в селе было 562 двора.
С 1929 года село являлось центром Дегтяного сельсовета Ряжского района Рязанского округа Московской области, с 1937 года — в составе Рязанской области, с 2005 года — центр Дегтянского сельского поселения.

## Население
| 1859 | 1897  | 1906  | 2010 |
| ---- | ----- | ----- | ---- |
| 2363 | ↗3541 | ↗4303 | ↘703 |

## Инфраструктура
В селе имеются Дегтянская основная общеобразовательная школа (Филиал МОУ Ряжская СОШ № 4), фельдшерско-акушерский пункт, отделение почтовой связи.

## Достопримечательности
В селе расположена действующая Церковь Илии Пророка (1890).